# جيمس تايلور (سياسي أسترالي)
جيمس تايلور (بالإنجليزية: James Taylor)‏ هو سياسي أسترالي، ولد في 2 مايو 1934. انتخب عضو الجمعية التشريعية فيكتوريا.